# Poestenkill
La ville de Poestenkill est située dans le comté de Rensselaer, dans l’État de New York, aux États-Unis. Sa population s’élevait à 4 530 habitants lors du recensement de 2010, estimée à 4 543 habitants en 2016.

## Démographie
| Groupe            | Poestenkill | New York | États-Unis |
| ----------------- | ----------- | -------- | ---------- |
| Blancs            | 98,2        | 66,8     | 72,4       |
| Métis             | 1,1         | 3,0      | 2,9        |
| Amérindiens       | 0,3         | 0,6      | 0,9        |
| Asiatiques        | 0,2         | 7,3      | 4,8        |
| Autres            | 0,2         | 22,3     | 19,0       |
| Total             | 100         | 100      | 100        |
|                   |             |          |            |
| Latino-Américains | 1,1         | 17,6     | 16,7       |

Selon l'American Community Survey pour la période 2010-2014, 97,88 % de la population âgée de plus de 5 ans déclare parler l'anglais à la maison, 0,81 % déclare parler l'italien, 0,58 % l'allemand et 0,74 % une autre langue.

## Source
- (en) Cet article est partiellement ou en totalité issu de l’article de Wikipédia en anglais intitulé « Poestenkill, New York » (voir la liste des auteurs).

1. ↑  (en) « Poestenkill, NY Population - Census 2010 and 2000 », sur censusviewer.com.
2. ↑  (en) « Population of New York - Census 2010 and 2000 », sur censusviewer.com.
3. ↑  (en) « Language spoken at home by ability to speak english for the population 5 years and over », sur factfinder.census.gov.